# Rotheul
Rotheul ist ein Ortsteil von Föritztal im Landkreis Sonneberg in Thüringen.

## Lage
Rotheul liegt im südlichsten Zipfel der Fluren um Neuhaus-Schierschnitz und wurde durch seine Grenzlage geprägt, insbesondere zwischen 1945 und 1989. Das Dorf ist verkehrsmäßig über die Kreisstraßen 27 und 36 erreichbar. Südlich und westlich des Ortes ist ein größerer Wustungsdistrikt (Einödhöfe) mit ehemals 36 Wustungen vorhanden.

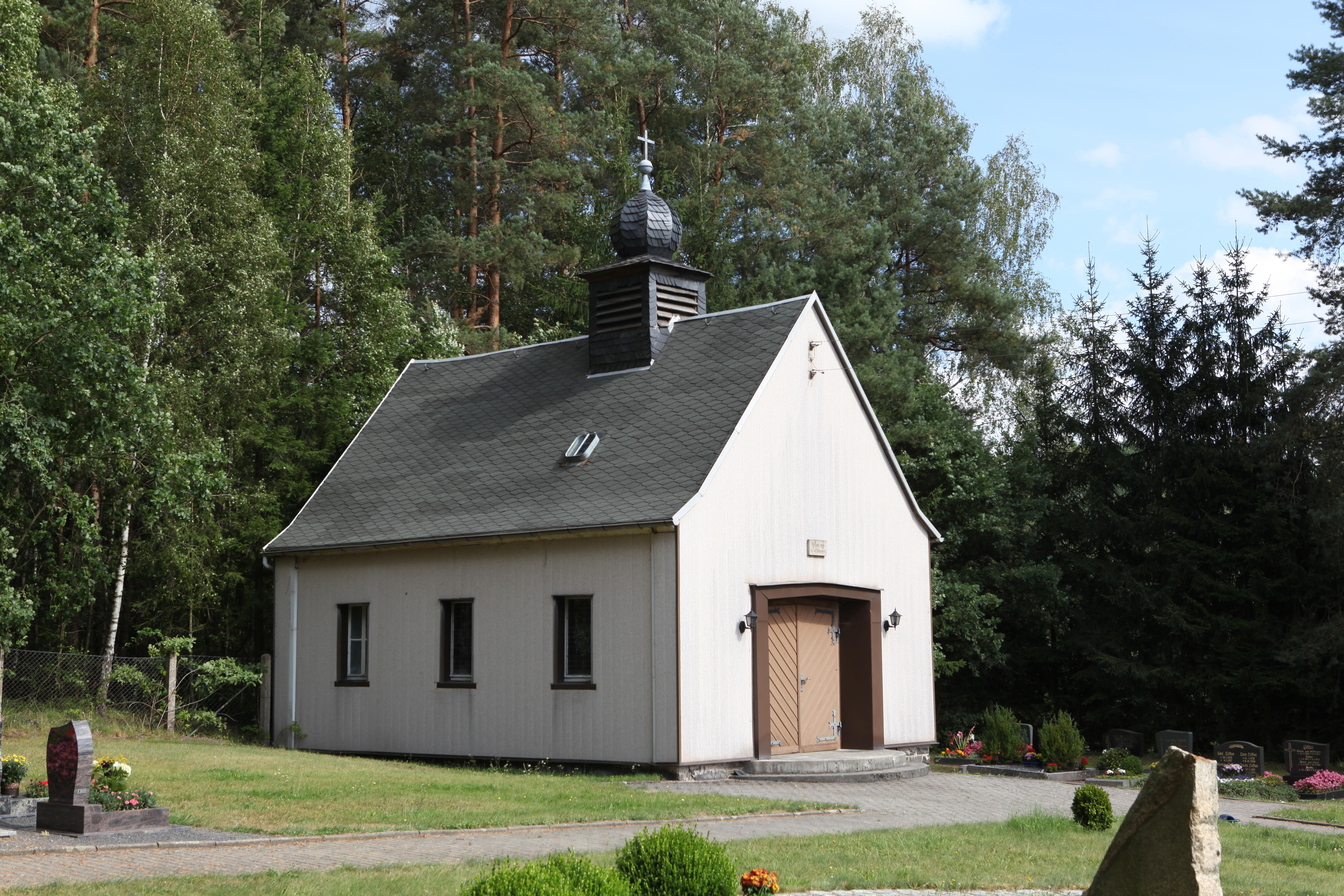
Friedhofskapelle in Rotheul

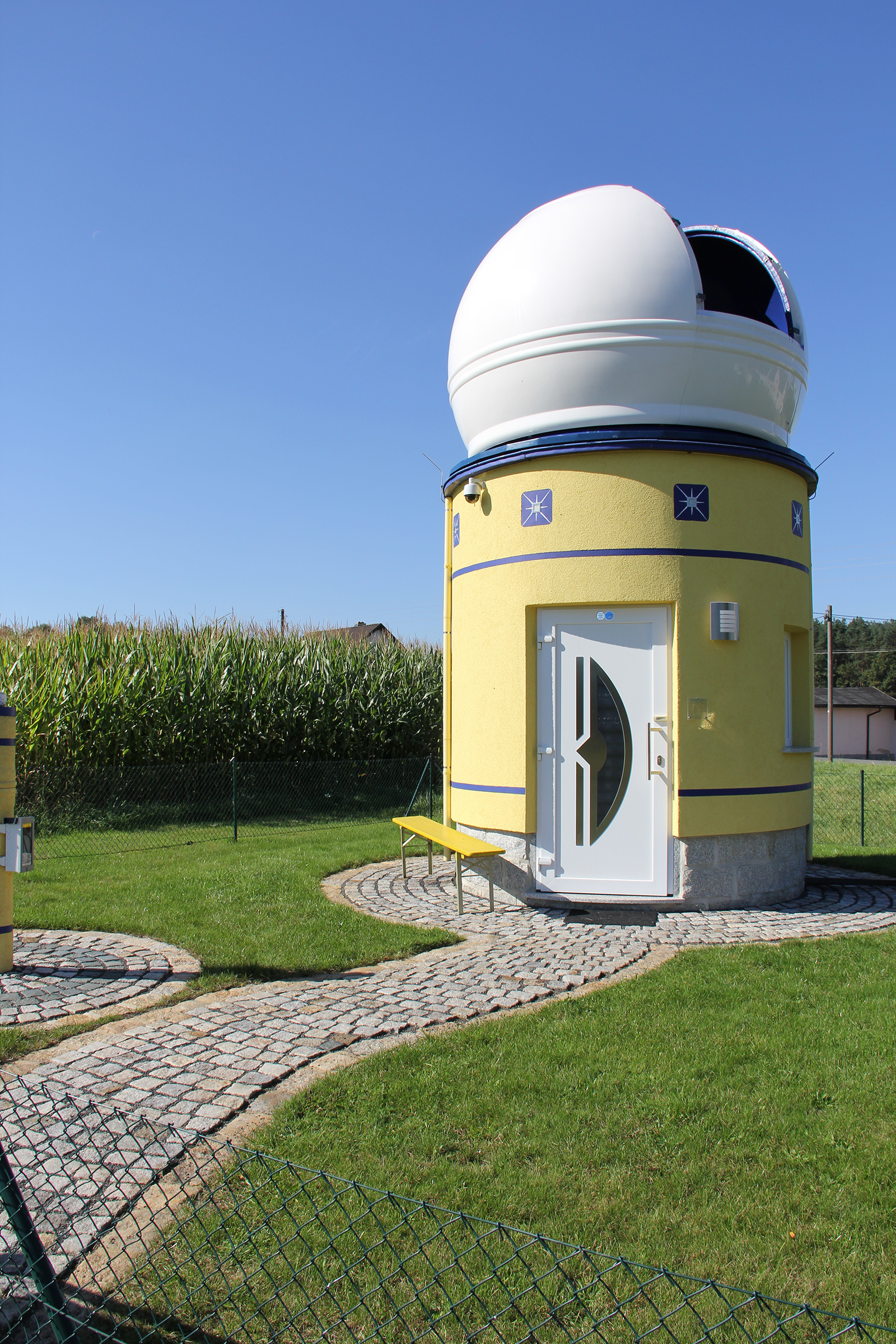
Sternwarte Rotheul

## Geschichte

### Mittelalter
Die urkundliche Ersterwähnung erfolgte 1323.
Das Dorf legten Slawen auf nährstoffarmen Sandböden an. Daher fiel das Dorf im 14. Jahrhundert auch wüst, weil wohl Wasser und Nahrung die begrenzenden Faktoren waren. Das Kloster in Michelsberg und später das Kloster Langheim übernahmen die Bewirtschaftung des Dorfes und der Flächen. Im 15. Jahrhundert gründete man ein Rittergut, das von Hassenberg und auch von Lindenberg mit bewirtschaftet worden ist.

### Historische Namensformen
In erhaltenen Urkunden wurde Rotheul unter den folgenden Namen erwähnt (in Klammern das Jahr der Erwähnung):
- Rodewell (1323–1328)
- Rodevl (1343)
- Rodeul (1390)
- Rodteule (1562)
- Rothheul (1870)

Der ursprüngliche slawische Name des Dorfes war vermutlich Rodobyl oder Radobyl. Diese Namen sind Personennamen, weshalb das Dorf wohl ursprünglich „Ort des Rodobyl/Radobyl“ genannt wurde. Der Name beinhaltet die slawischen Wörter rod "Geschlecht" oder rad "froh, gern" und byti "sein".

### Frühe Neuzeit und Neuzeit
Im 16. und 17. Jahrhundert entstanden die meisten Wustungen südlich und östlich des Dorfes, welche jedoch zum Teil wie der Kernort während des Dreißigjährigen Krieges zerstört wurden. Die Waldungen und Wustungen heutzutage sind das Ergebnis von Aufforstungen im 19. und 20. Jahrhundert.
Nachdem Rotheul jahrhundertelang zum Fürstentum Sachsen-Coburg gehört hatte, wechselte das Dorf 1826 zum Herzogtum Sachsen-Meiningen.
Da das Dorf in der DDR an der innerdeutschen Grenze lag, kam es zu keiner bedeutenden Siedlungsverdichtung, sondern zu Aussiedlungen. Auch war eine Grenzkompanie in Rotheul stationiert, die nach der Wiedervereinigung eine Schulungseinrichtung für russlanddeutsche Spätaussiedler wurde. Im Jahr 1994 wurde die Gemeinde nach Neuhaus-Schierschnitz eingemeindet und 2018 separat nach Föritztal eingegliedert.

## Sehenswürdigkeiten
- Sternwarte Rotheul[7]